# Nazionale di atletica leggera di Cuba
La nazionale di atletica leggera di Cuba è la rappresentativa di Cuba nelle competizioni internazionali di atletica leggera riservate alle selezioni nazionali.

## Bilancio nelle competizioni internazionali
La nazionale cubana di atletica leggera vanta 19 partecipazioni ai Giochi olimpici estivi su 29 edizioni disputate, con un totale di 11 medaglie d'oro, 14 d'argento e 20 di bronzo.
Ottimo anche il medagliere di Cuba ai Campionati del mondo, dove può vantare ben 22 medaglie d'oro, 24 d'argento e 14 di bronzo. L'atleta cubano più titolato ai Mondiali è il lunghista Iván Pedroso, capace di vincere quattro titoli mondiali consecutivi tra il 1995 ed il 2001.